# Ouvrage du Hochwald
Die Ouvrage Hochwald war ein Artilleriewerk der französischen Maginot-Linie im Elsass. Es liegt im ehemaligen Secteur Fortifié de Haguenau nahe der Ortschaft Drachenbronn-Birlenbach und sollte das nördliche Elsass verteidigen. Das Werk besteht aus einem Ost- (⊙) und einem Westblock (⊙), denen ein gemeinsamer Panzersperrgraben vorgelagert ist. Die Ouvrage Hochwald ist das größte Artilleriewerk der Maginotlinie im Elsass. Einzigartig an diesem Artilleriewerk ist, dass die ursprünglichen Pläne eine erhöhte rückwärtige Batterie mit weitreichenden 145-mm- oder 155-mm-Geschütztürmen vorsahen.

## Aufbau

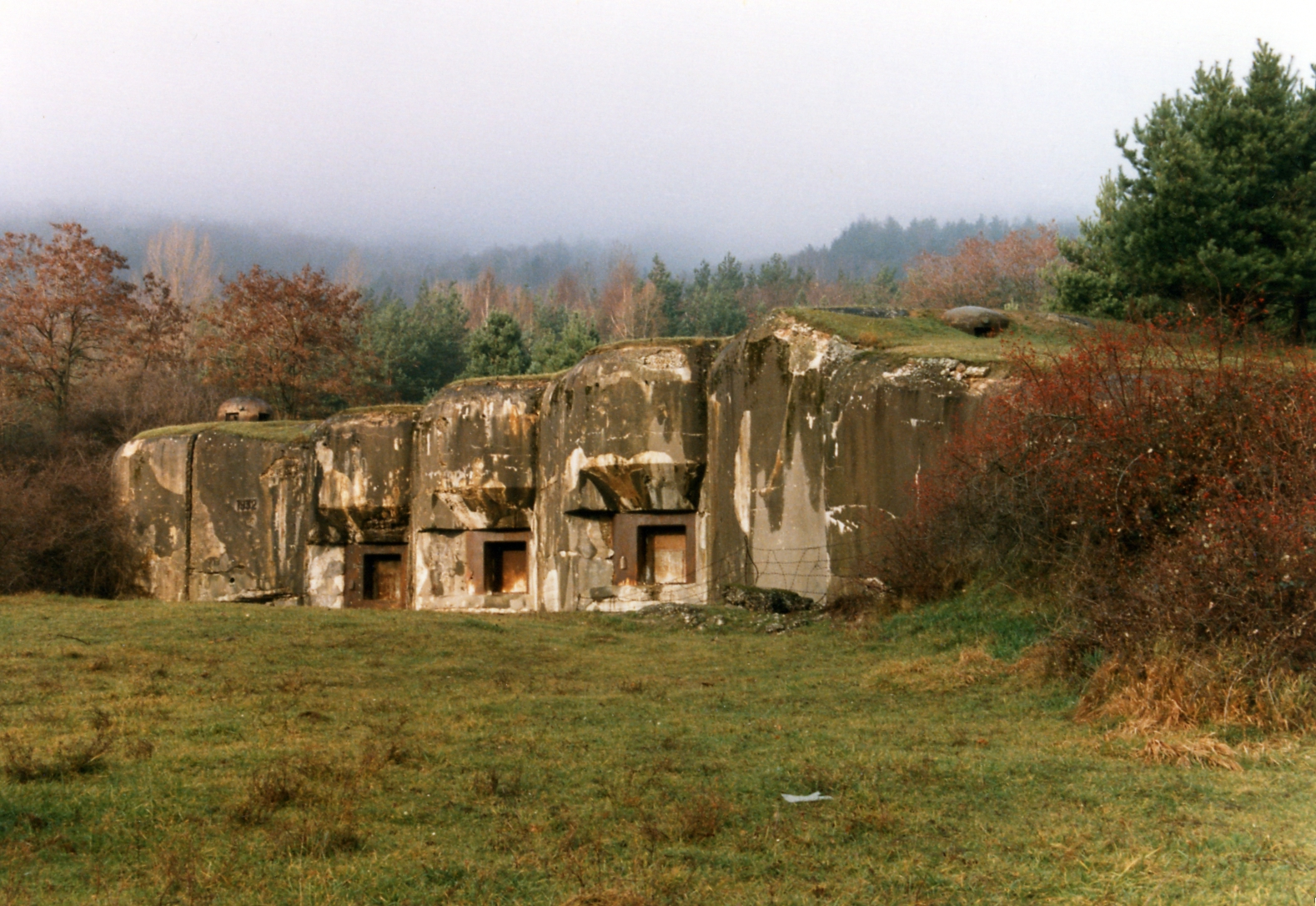
Block 6 des Artilleriewerks Hochwald

Das Artilleriewerk besteht aus elf Kampfblöcken und drei Eingangsblöcken: sechs Kampfblöcken im Osten (1–7) und fünf im Westen (12–16) sowie einem Munitionseingang und einem Mannschaftseingang im Westen und einem zweiten Mannschaftseingang in der Mitte des Hauptstollens.
Der Hauptstollen mit einer Länge von circa zwei Kilometern verläuft vom Eingang West zum Ostblock; ein weiterer Stollen mit einer Länge von gut einem Kilometer verbindet den Eingang West mit dem Westblock. Es sind zwei unterirdische Kasernen und zwei Kraftwerke vorhanden; sie sind jeweils in der Nähe der beiden Eingänge angeordnet.
Bei den elf Kampfblöcken handelt es sich um sechs Artilleriekasematten (Block 1, 3, 6, 12, 13 und 16), drei Artilleriebunker (Block 2, 7 und 14) und zwei Infanteriebunker (Block 5 und 15). Nördlich des Ost- und Westblocks verläuft ein Panzersperrgraben, 2500 m lang, 10 bis 15 m breit und 4 bis 5 m tief, an dem neun weitere Kasematten angeordnet sind.

Der Bau des Artilleriewerks begann bereits 1929, ein Jahr vor der Verabschiedung des Maginot Plans. Es gehörte zu drei Festungen, an denen man die Prinzipien des Plans testen wollte. Eigentlich sollten die beiden Hälften Ost und West strikt getrennt sein, durch die topografischen Umstände musste man sie mit Kasematten verbinden. 

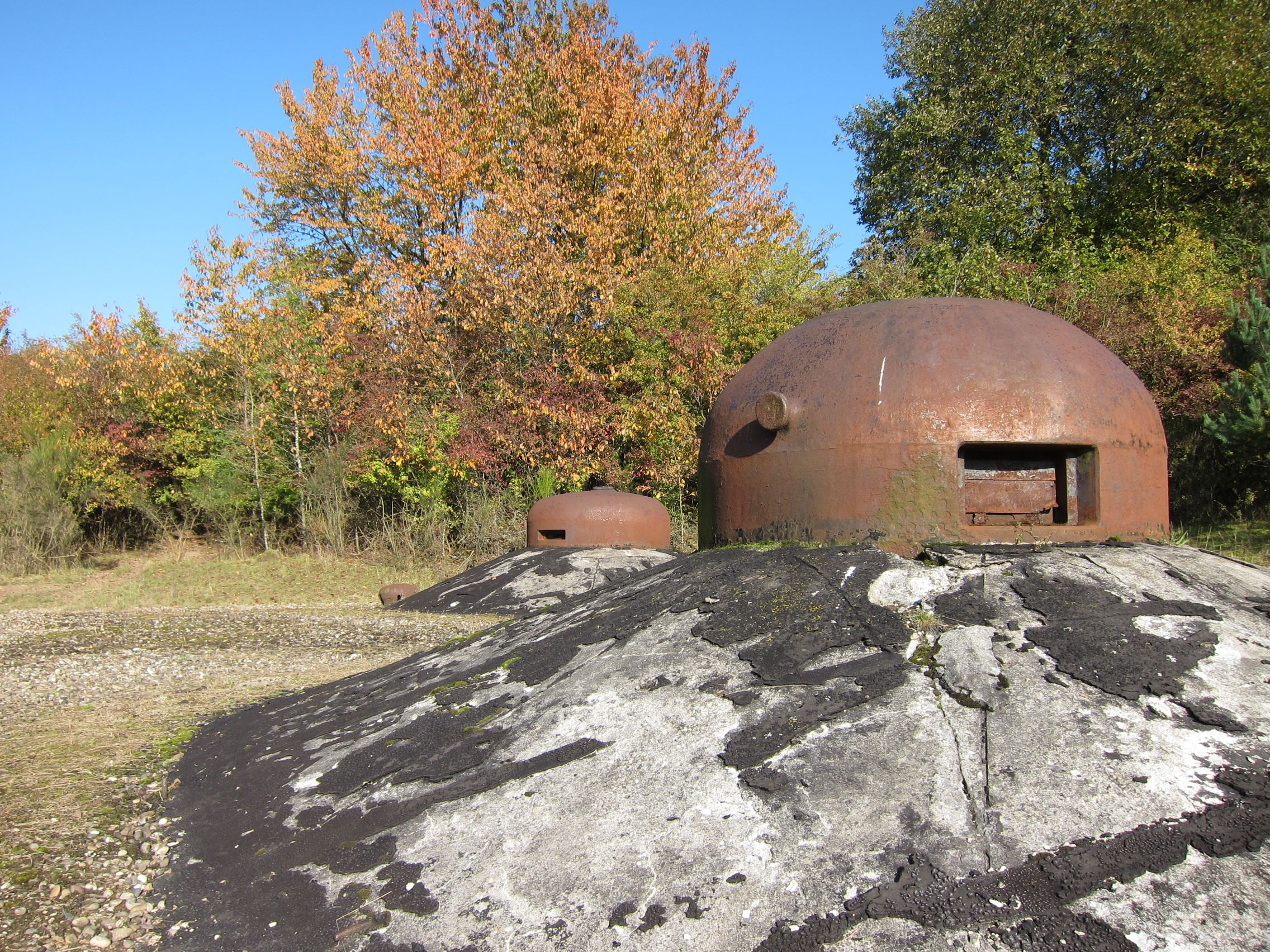
Panzerglocken westlich Richtung Lembach

## Geschichte des Werks
Hochwald war eines der aktivsten Werke während des Sitzkriegs von September 1939 bis Juni 1940. Am 8. und 9. Oktober 1939 gab es Feuerunterstützung für französische Patrouillen. Dabei wurden Mängel an den Befestigungen der Geschütze und der Munition festgestellt. Im November wurden deutsche Minenleger beschossen. Während des Westfeldzugs 1940 blieb die Anlage bis zum 16. Juni unbehelligt. Dann beschoss Hochwald deutsche Truppen, die gegen Lembach marschierten. Diese antworteten im Gegenzug mit Artilleriebeschuss und Stuka-Angriffen. Die Angriffe wiederholten sich am 20. Juni und Hochwald gab Feuerschutz für die Ouvrage Lembach. Weitere Luftangriffe folgten am 22. Juni. Durch die Luftangriffe, bei denen 140 Fliegerbomben mit einem Gewicht von bis zu 1000 Kilogramm abgeworfen wurden, entstanden keine wesentlichen Schäden am Werk.
Nach dem Waffenstillstand vom 22. Juni 1940 weigerte sich die Besatzung zunächst, das Werk zu räumen. Die Übergabe des Werkes erfolgte am 1. Juli, nachdem ein schriftlicher Befehl des französischen Oberkommandos eingegangen war. Die Soldaten gerieten in Kriegsgefangenschaft; ein Teil der elsässischen Kriegsgefangenen wurde 1942 gezwungen, in der deutschen Wehrmacht zu dienen. Teile des Werkes wurden während der deutschen Besatzung als Waffenfabrik genutzt.

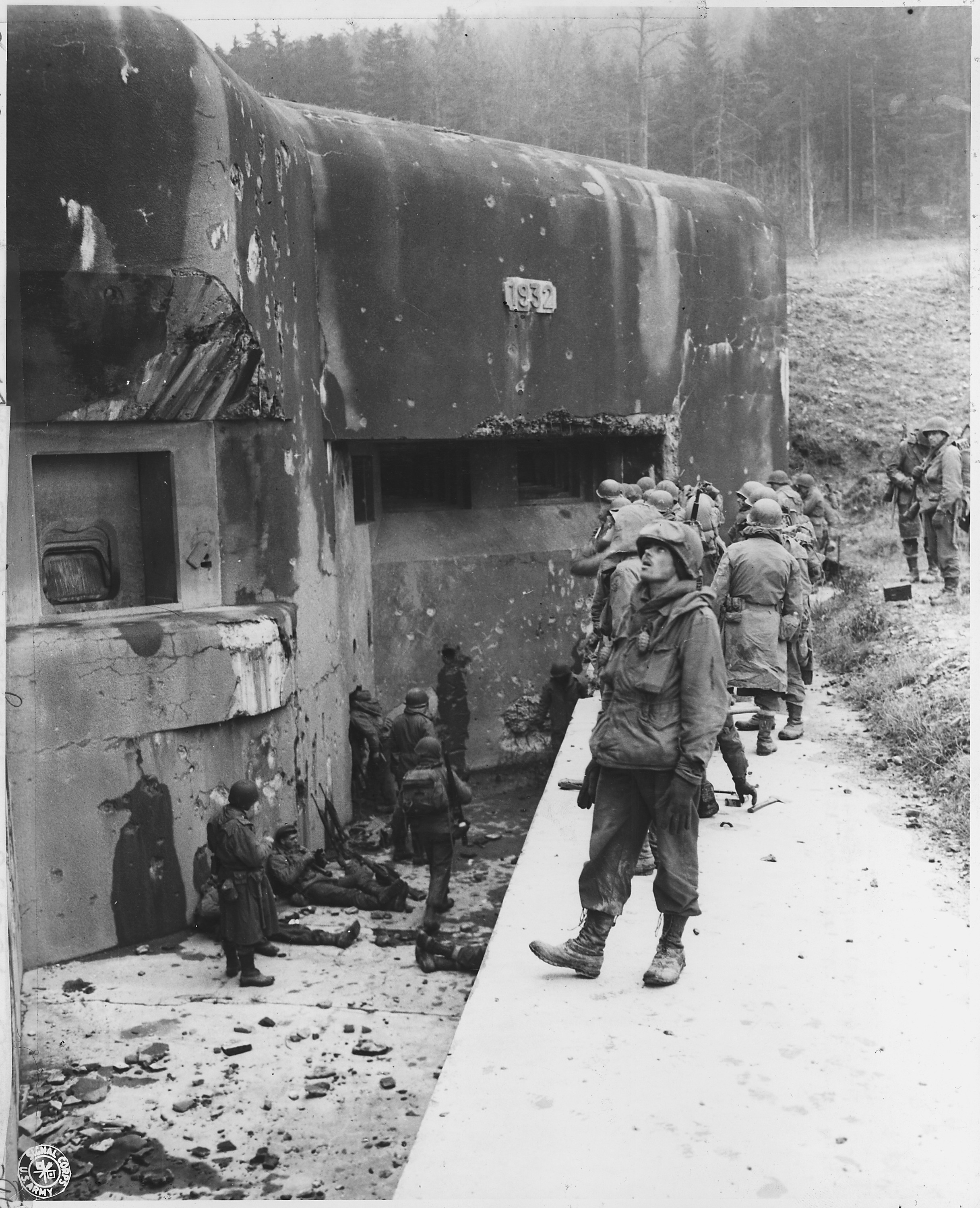
Amerikanische Soldaten Ende 1944 am Bunker 13 der Ouvrage Hochwald

Bei Kriegsende wurde die Ouvrage Hochwald Ende 1944 von amerikanischen Truppen befreit. Beim Unternehmen Nordwind, einer deutschen Offensive Anfang 1945, wurde das Werk von deutschen Truppen zurückerobert. Vor dem zweiten deutschen Rückzug wurden viele Bunker durch Sprengungen zerstört. Zwischen 1950 und 1955 wurden große Teile des Werks instand gesetzt.
Mont Agel, ein Artilleriewerk der Maginotlinie in den Alpen im Südosten Frankreichs, hatte eine ähnliche Funktion wie Hochwald.

## Das Artilleriewerk nach dem Krieg
1957 richtete die französische Luftwaffe eine Radarstation im Werk ein.

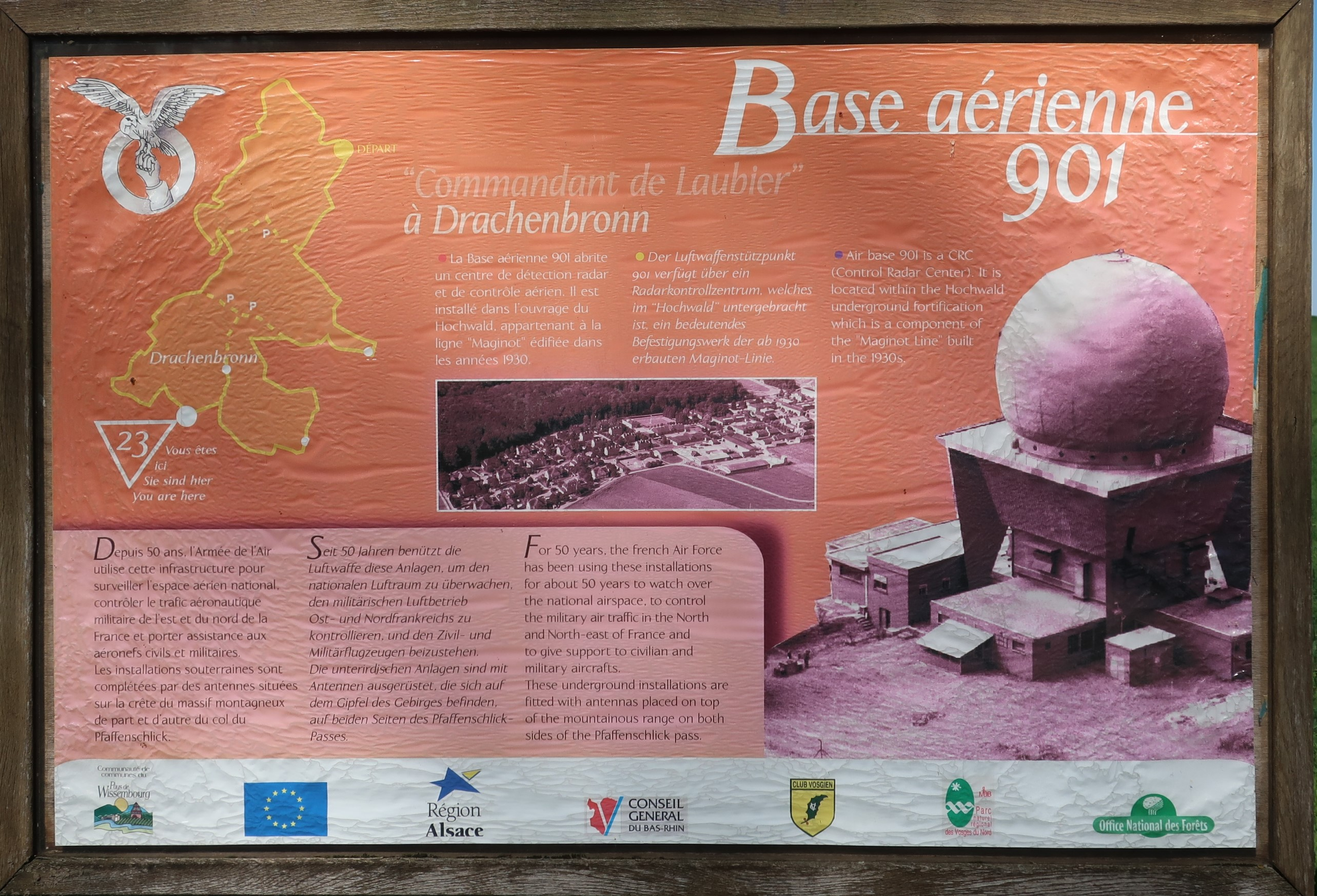
Luftwaffenbasis 901 (BA 901) in Drachenbronn

Das Werk wurde Teil der Luftwaffenbasis 901 (BA 901) in Drachenbronn und wird als befestigte Kommandozentrale genutzt.
Grund der Standortwahl: vom Gipfel des Soultzerkopfs (Höhe 514 m) kann man mit Radar weit nach Osten und das gesamte Oberrheintal überwachen. Nach Westen geht die Reichweite über Lothringen bis zu den Ardennen.
Die Radarantennen stehen auf dem Soultzerkopf, die Überwachung und Auswertung erfolgt in den Bunkern des alten Artilleriewerks.
In der ersten Ausbaustufe erfolgte die Anzeige der Radar-Rohdaten mit visueller/manueller Auswertung, aufwändig und fehleranfällig. Dazu waren bis zu 50 Personen im Überwachungssaal notwendig.

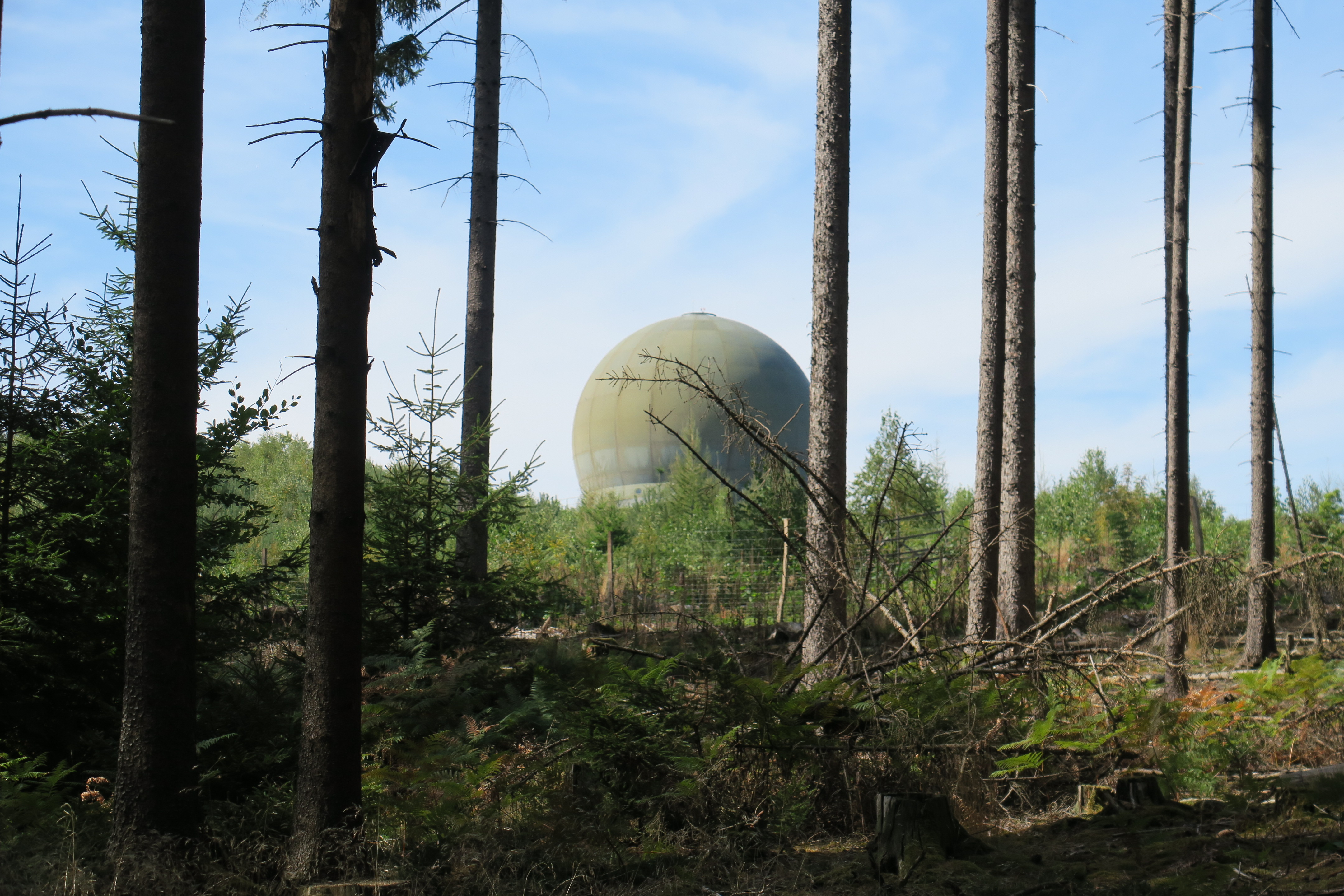
Radarkuppel auf dem Soultzerkopf

1961–1964 wurde die Zentrale erweitert und ein neues, Computer-gestütztes System installiert.
Am 16. März 1987 besuchte der französische Staatspräsident François Mitterrand die Basis 901.
Bis zum Jahr 2000 wurden die Systeme weiterentwickelt und ähnelten schließlich den Überwachungssystemen, die man aus der zivilen Luftfahrt für Fluglotsen kennt.

### Ende der Luftwaffenbasis 901
Nach dem Wegfall der Militärpflicht 1996 in Frankreich wurden weniger Rekruten ausgebildet, die meisten Kasernen wurden geschlossen, ebenso die Offiziershäuser (Cité Militaire) in Lembach. Die Luftüberwachung blieb erhalten mit deutlich weniger Personal.
Ab 2015 wurde die Überwachung und Auswertung der Radardaten durch die Base aérienne 133 Nancy-Ochey übernommen, nur ein kleines Wartungsteam blieb vor Ort.

### Nach der militärischen Nutzung
Die umliegenden Gemeinden erstellten mit staatlicher Unterstützung einen Plan zur Umwandlung in ein touristisches Zentrum. Auf dem Hochwald, nördlich vom Col du Pfaffenschlick (Pfaffenschlick-Pass) wurde unter dem Namen Chemin des Cimes Alsace ein Baumwipfelpfad angelegt, die zugehörige Infrastruktur wie Besucherzentrum, Gastronomie werden ab 2021 auf dem alten militärischen Gelände eingerichtet.

## Trivia
- Auf dem zentralen Platz der Basis stand als Ausstellungsstück ein Düsenjäger Jaguar A89 von 1973.
- Am 14. Juli, dem französischen Nationalfeiertag, fliegt die Patrouille de France und andere Einheiten der französischen Luftwaffe über Paris, diese Vorführungen werden von der Luftwaffenbasis 901 überwacht.
- Der größte Schatz des Pierre Jost Museums war ein Porzellan-Service von Eva Braun mit dem Monogramm EB, welches ein französischer Soldat 1945 in Berchtesgaden requiriert hat und dem Museum vermachte.
- Das Restaurant Col du Pfaffenschlick oberhalb der Luftwaffenbasis ist die alte Kantine der Arbeiter, die die Bunker gebaut haben, gegründet von den Großeltern des heutigen Wirts.
- Zur Ausbildung und zum Training baute die Luftwaffe ein 50 m Hallenbad. Dies stand zu bestimmten Zeiten auch den Einwohnern der umliegenden Gemeinden zur Verfügung.
- Die umliegenden Gemeinden verdanken der Luftwaffenbasis eine sichere Stromversorgung. Normalerweise werden kleine Gemeinden in Frankreich mit Freileitungen versorgt, die Versorgung der militärischen Einrichtungen erfolgte mit Erdkabeln, an die auch die Gemeinden angeschlossen wurden.